# Convenzione Democratica Romena
La Convenzione Democratica Romena (in romeno Convenția Democrată Română, CDR) fu una coalizione elettorale di centro-destra attiva in Romania dal 1991 al 2000.
Nata all'indomani della rivoluzione romena del 1989 per contrastare il dominio assoluto del partito postcomunista del Fronte di Salvezza Nazionale (FSN), che occupò ininterrottamente tutte le principali posizioni di potere del paese tra il 1989 e il 1996, la CDR si costituì su iniziativa del Partito Nazionale Contadino Cristiano Democratico (PNȚCD), guidato da una delle maggiori figure di riferimento dell'opposizione anticomunista in Romania, Corneliu Coposu.
Vi presero parte diversi partiti che avversavano il FSN e il presidente della repubblica Ion Iliescu, ritenuto continuatore dell'ideologia comunista antiliberale che aveva caratterizzato gli anni di dittatura. Tra i partiti membri della CDR, composta da numerosi raggruppamenti politici e associazioni civiche di stampo democratico-liberale, seppur in tempi e con modalità diverse, vi furono anche il Partito Nazionale Liberale (PNL), il Partito Social Democratico Romeno (PSDR), l'Unione Democratica Magiara di Romania (UDMR) e il Partito Ecologista Romeno (PER).
Alle elezioni parlamentari in Romania del 1992 la CDR riuscì a diventare la seconda forza politica del paese, mentre la candidatura a presidente della repubblica di Emil Constantinescu, professore dell'Università di Bucarest vicino al mondo delle associazioni civiche, costrinse Iliescu al ballottaggio. Nonostante la vittoria del centro-sinistra, la CDR riuscì a scardinare il dominio assoluto degli avversari.
Quattro anni più tardi, in occasione delle elezioni parlamentari e presidenziali del 1996 la CDR e Constantinescu riuscirono a battere il partito erede del FSN, il Partito della Democrazia Sociale di Romania (PDSR), formando un ampio governo di coalizione con il Partito Democratico di Petre Roman e con l'UDMR. Personalismi di partito e problemi di tenuta interna della coalizione, tuttavia, portarono ad un periodo di crisi e al susseguirsi di tre governi (Ciorbea, Vasile e Isărescu), che non riuscirono a dare impulso ad una netta opera di liberalizzazione e democratizzazione del paese. Travolta dalle difficoltà, la CDR si disciolse al termine della legislatura.
Nel 2000 il PNȚCD cercò di rifondare la coalizione insieme ad altre forze minori con la denominazione di Convenzione Democratica Romena 2000, ma non riuscì a superare la soglia di sbarramento in occasione delle elezioni legislative di quell'anno.

## Storia

### Contesto e nascita della CDR

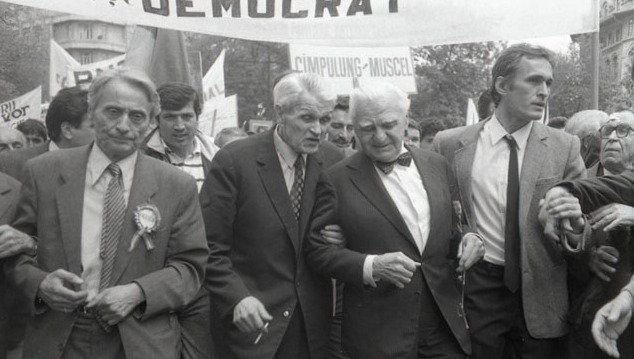
I leader del Partito Nazionale Contadino Cristiano Democratico: Ion Diaconescu, Corneliu Coposu e Ion Rațiu durante una manifestazione nel 1990

In seguito alla rivoluzione romena del 1989 che rovesciò il regime di Nicolae Ceaușescu il potere fu assunto ad interim da un governo provvisorio (il Consiglio del Fronte di Salvezza Nazionale, CFSN) costituito principalmente da ex membri del Partito Comunista Romeno (PCR) che, nel febbraio 1990, formarono il partito del Fronte di Salvezza Nazionale (FSN), grande gruppo politico che, guidato da Ion Iliescu, dominò la presenza nelle istituzioni e i mezzi di informazione nel primo periodo di transizione alla democrazia. Il 31 dicembre 1989 il CFSN emanò il decreto di abolizione del partito unico, consentendo la formazione di nuovi gruppi. I primi furono quelli "storici", che si basavano su una precedente tradizione politica, cioè il Partito Nazionale Contadino Cristiano Democratico (PNȚCD), il Partito Nazionale Liberale (PNL) e, malgrado un peso politico minore, il Partito Social Democratico Romeno (PSDR).
La trasformazione del FSN in partito politico fu fonte di timori per tutti i partiti "storici" che si configuravano come opposizione al governo provvisorio e reputavano il FSN il continuatore diretto del PCR e delle sue politiche antiliberali. PNL e PNȚCD appoggiarono l′organizzazione di ampie proteste in funzione anti-FSN che, nei primi mesi del 1990, condussero all'apparizione delle prime mineriade, violente incursioni a Bucarest da parte dei lavoratori del settore minerario, mirate a fare pressione sul governo per delle concessioni materiali, o in risposta all'appello delle forze politiche della maggioranza.
Una più ampia protesta, iniziata nell'aprile 1990 e che prese il nome di golaniada, fu brutalmente repressa dai minatori convocati a Bucarest da Iliescu nel giugno del 1990, in quella che passò alla storia come terza mineriada, evento che causò 6 morti e centinaia di feriti ed ebbe una risonanza internazionale tale da essere criticata dalla stampa e dai governi di tutto il mondo. In maggio il FSN vinse con una maggioranza bulgara le prime libere elezioni e formò un governo monocolore con a capo Petre Roman. Iliescu fu eletto alla presidenza della repubblica con l'85% delle preferenze.
La comune diffidenza nei confronti di Iliescu e il ruolo marginale riservato agli altri partiti in seno alle istituzioni, spinsero le opposizioni ad organizzarsi intorno ad un'alleanza politica definita Convenzione nazionale per l'instaurazione della democrazia (Convenția Națională pentru Instaurarea Democrației, CNID) sotto la guida del leader del PNȚCD Corneliu Coposu. Il 15 dicembre 1990 PNȚCD, PNL, PSDR, Unione Democratica Magiara di Romania (UDMR) e Partito Ecologista Romeno (PER) siglarono il protocollo di creazione del CNID, mentre in un secondo momento anche il Partito Alleanza Civica (PAC) fece il proprio ingresso nel gruppo. Gli obiettivi principali del nuovo organismo, come da programma, erano «l'instaurazione di una società profondamente democratica, la promozione del vero in tutti i campi della vita pubblica, l'instaurazione di un clima di comprensione, tolleranza, armonia sociale e patriottismo autentico».
Il 26 novembre 1991 le formazioni del CNID si avvicinarono a quelle che costituivano il Forum Democratico Antitotalitarista di Romania (Forum Democratic Antitotalitar din România), piattaforma che raggruppava numerose associazioni civiche, politiche, studentesche e sindacali: Partito dell'Unità Democratica (Partidul Unității Democratice), Unione Democratico-Cristiana (Uniunea Democrat-Creștină), Alleanza Civica (Alianța Civică), Associazione degli ex detenuti politici di Romania (Asociația Foștilor Deținuți Politici din România), Solidarietà Universitaria (Solidaritatea Universitară), Associazione 21 Dicembre (Asociația 21  Decembrie), Movimento Romania Futura (Mișcarea România Viitoare), Sindacato Politico Fratellanza (Sindicatul Politic Fraternitatea, fondato il 5 febbraio 1990 a Timișoara), Unione Mondiale dei Romeni Liberi (Uniunea Mondială a Românilor Liberi) e Unione Nazionale dei Disoccupati di Romania (Uniunea Națională a Șomerilor din România). Dall'accordo nacque la Convenzione Democratica Romena (Convenția Democratică din România, CDR), alleanza elettorale che mirava a sovvertire l'egemonia politico-istituzionale del FSN.

### Elezioni del 1992

#### Amministrative di febbraio

Grafico delle preferenze divise per distretto per Emil Constantinescu (blu) e Ion Iliescu (rosso) in occasione del ballottaggio delle Elezioni presidenziali in Romania del 1992

Le prime elezioni amministrative locali dell'era democratica celebratesi nel febbraio 1992 segnarono un cambio politico rilevante. Nonostante il FSN risultasse comunque il primo partito del paese, tale vantaggio fu ottenuto principalmente nelle aree rurali, tradizionalmente più vicine alle idee di protezione sociale garantite dallo stato rappresentate dal partito di Iliescu, mentre la CDR vinse nelle città principali e nei centri urbani più grandi, tra i quali Bucarest (il cui sindaco divenne Crin Halaicu), Timișoara, Costanza e Brașov. I primi discreti successi della CDR furono l'indicatore di crescita di una popolazione urbana dinamica, aperta all'economia di mercato e delusa dall'amministrazione in mano al FSN, nonché segnale dell'apparizione di un sistema politico basato sulla frattura desta-sinistra, con il superamento del sistema a partito unico.

Percentuali di voto per Emil Constantinescu divise per distretto in occasione del primo turno delle Elezioni presidenziali in Romania del 1992

Nel complesso la coalizione ottenne 8.182 consiglieri municipali, 405 consiglieri di distretto e 246 sindaci, cui si aggiungevano altri numerosi mandati conquistati in alcune zone dove i partiti della CDR si erano presentati individualmente fuori dalla coalizione.

#### Parlamentari e presidenziali di settembre
Conseguito un buon risultato alle elezioni amministrative, la CDR si preparò alla tornata elettorale autunnale per il rinnovo del parlamento e l'elezione del presidente della repubblica.
Mentre in aprile il FSN si separò in due, con la nascita del nuovo partito di Iliescu, il Fronte Democratico di Salvezza Nazionale (FDSN), nello stesso mese anche la CDR subì un'importante defezione. Su decisione del proprio presidente Radu Câmpeanu, infatti, il PNL abbandonò l'alleanza per motivazioni politiche. Tale scelta causò ulteriori scissioni e spinse due ali dissidenti del PNL ad unirsi alla CDR: il Partito Nazionale Liberale - Convenzione Democratica (Partidul Național Liberal-Convenția Democratică, PNL-CD), che entrò nella coalizione in aprile, e il Partito Nazionale Liberale - Ala Giovanile (Partidul Național Liberal - Aripa Tânără, PNL-AT, dal 1993 chiamato Partito Liberale '93, PL93), che vi entrò nel mese di giugno. Successivamente, in agosto, anche la piccola Federazione Ecologista di Romania (FER) decise di legarsi alla CDR.
L'addio del PNL costrinse la CDR ad una riorganizzazione, che fu realizzata per mezzo di un protocollo firmato il 24 giugno 1992, che confermò la leadership di Coposu e il ruolo trainante del PNȚCD. Il 27 giugno la coalizione annunciò la candidatura alla presidenza della repubblica di Emil Constantinescu, rettore dell'Università di Bucarest, attivo in diverse associazioni civiche e intellettuali (Alleanza Civica), ma poco conosciuto dall'elettorato.
In agosto fu reso pubblico il documento programmatico per le elezioni chiamato "Piattaforma-programma della Convenzione Democratica di Romania per far uscire il Paese dalla crisi attraverso la Legge, il Vero, la Riconciliazione e la Riforma" (Platforma-program a Convenției Democratice din România pentru scoaterea Țării din criză prin Lege, Adevăr, Reconciliere și Reforma). Il 24 dello stesso mese Constantinescu registrò ufficialmente la propria candidatura alla presidenza presso l'Ufficio elettorale centrale (BEC), presentando lo slogan «Ricostruiamo insieme la speranza» (Să reclădim împreună speranța). Tra i punti principali del proprio programma enunciò il rispetto della legge, la garanzia della proprietà privata, l'eliminazione della corruzione, una riforma del sistema agricolo, l'arresto del declino economico, dell'inflazione e della disoccupazione.
Alle elezioni parlamentari di settembre fu confermato il trend di quelle locali di febbraio. Il FDSN fu il primo partito, ma la CDR si confermò come principale forza di opposizione, ottenendo il 20% delle preferenze e scardinando la totale egemonia del partito che aveva guidato il governo fino a quel momento. Alle presidenziali Constantinescu costrinse Iliescu al ballottaggio, nel quale conseguì il 38,6% dei voti contro il 61,4% dell'avversario. Il FDSN (dal 1993 ridenominato Partito della Democrazia Sociale di Romania, PDSR), quindi, formò un governo con il sostegno di altre forze nazionaliste e populiste (PUNR, PRM, PSM) in appoggio al primo ministro Nicolae Văcăroiu.
| Partiti                                                     | Camera   | Senato   |
| ----------------------------------------------------------- | -------- | -------- |
| Partito Nazionale Contadino Cristiano Democratico (PNȚCD)   | 41 / 341 | 21 / 143 |
| Partito Alleanza Civica (PAC)                               | 13 / 341 | 7 / 143  |
| Partito Nazionale Liberale - Ala Giovanile (PNL-AT)         | 11 / 341 | 1 / 143  |
| Partito Social Democratico Romeno (PSDR)                    | 10 / 341 | 1 / 143  |
| Partito Nazionale Liberale-Convenzione Democratica (PNL-CD) | 3 / 341  | 4 / 143  |
| Partito Ecologista Romeno (PER)                             | 4 / 341  | 0 / 143  |
| Federazione Ecologista di Romania (FER)                     | 0 / 341  | 0 / 143  |
| Totale                                                      | 82 / 341 | 34 / 143 |
| Con proprie liste                                           |          |          |
| Unione Democratica Magiara di Romania (UDMR)                | 27 / 341 | 12 / 143 |

### Opposizione e preparazione alla campagna elettorale del 1996
Subito dopo le elezioni, nel novembre 1992 Corneliu Coposu, divenuto senatore, lasciò la conduzione della CDR, raccomandando Emil Constantinescu come suo successore. Nonostante la comune opposizione al governo Văcăroiu, la coabitazione tra i membri della coalizione si rivelò complicata. Mentre i partiti più piccoli lamentavano un'esclusione sistematica dalle decisioni finali, che erano in mano al PNȚCD, l'Unione Democratica Magiara di Romania (UDMR), rappresentante degli interessi dei cittadini di etnia ungherese, portava avanti una politica volta ad ottenere l'autonomia territoriale su base etnica, che non si adattava al modello di stato pensato dai vertici della CDR.
Il 17 febbraio 1995 il consiglio nazionale della Convenzione propose un documento basato su tre punti fondamentali: per tutti i partiti la presentazione su liste comuni in occasione delle elezioni amministrative e parlamentari del 1996, il sostegno ad un unico candidato presidenziale e, in riferimento all'UDMR, l'accettazione dell'ordine costituzionale e l'unità dello stato nazionale romeno. Tali termini, tuttavia, furono rifiutati da buona parte degli aderenti. Il leader del PSDR Sergiu Cunescu la considerò una «dittatura del PNȚCD sugli altri membri» e annunciò l'addio alla CDR. Tra febbraio e marzo 1995 lo seguirono anche UDMR, PL93 e PAC. Il 22 marzo 1995 i partiti rimanenti rielessero Constantinescu presidente della coalizione, evento che equivalse all'approvazione di una sua ricandidatura alle presidenziali dell'anno successivo.
Il 23 novembre 1995 il consiglio nazionale della CDR si riunì per la prima volta senza Corneliu Coposu (deceduto l'11 novembre) e presentò un documento programmatico chiamato Contratto con la Romania (Contractul cu România) che, in 20 punti, prometteva l'immediato miglioramento delle vite dei romeni tramite l'applicazione di un completo programma di governo in 200 giorni dall'insediamento.
Nel dicembre del 1995 il PNL, isolato e rimasto fuori dal parlamento nel 1992, dopo aver allontanato Câmpeanu e aver nominato come nuovo presidente Mircea Ionescu-Quintus, decise di fare ritorno nella coalizione.

### Elezioni del 1996

#### Amministrative di giugno

Percentuali di voto per Emil Constantinescu divise per distretto in occasione del primo turno delle Elezioni presidenziali in Romania del 1996

Grafico delle preferenze divise per distretto per Emil Constantinescu (blu) e Ion Iliescu (rosso) in occasione del ballottaggio delle Elezioni presidenziali in Romania del 1996

Alle elezioni amministrative locali del giugno 1996 la CDR conseguì 6.525 seggi di consigliere municipale, 307 di consigliere di distretto e 355 di sindaco, rimanendo in percentuale il secondo gruppo del paese dietro al Partito della Democrazia Sociale di Romania, ma il primo nelle grandi città e nei capoluoghi di distretto (il PDSR vinse solo a Galați).
La tornata elettorale dimostrò l'ascensione della popolarità della coalizione, che si confermò nelle aree urbane e conquistò Bucarest con cinque dei sei sindaci di settore e con il sindaco generale Victor Ciorbea, che sconfisse il candidato del PDSR Ilie Năstase.

#### Parlamentari e presidenziali di novembre
L'8 agosto 1996 i componenti della CDR conclusero un nuovo accordo per la definizione dei membri che avrebbero preso parte alla coalizione per le elezioni parlamentari di novembre. Vi presero parte PNȚCD, PNL, PNL-CD, Partito Alternativa di Romania (PAR, fondato il 6 febbraio 1996), PER, FER, Associazione degli ex detenuti politici di Romania (Asociația Foștilor Deținuți Politici din România), Unione Democratico-Cristiana (Uniunea Democrat-Creștină), Alleanza Civica (Alianța Civică), Partito del Lavoro Burocratico (Partidul Muncii Birocratice), Associazione 21 Dicembre (Asociația 21  Decembrie), Movimento Romania Futura (Mișcarea România Viitoare), Solidarietà Universitaria (Solidaritatea Universitară), Unione Mondiale dei Romeni Liberi (Uniunea Mondială a Românilor Liberi) e Lega per l'integrazione sociale dei disoccupati di Romania (Liga pentru Integrarea Socială a șomerilor din România). La CDR si reinscrisse ufficialmente al registro dei partiti politici del tribunale di Bucarest il 6 settembre 1996.

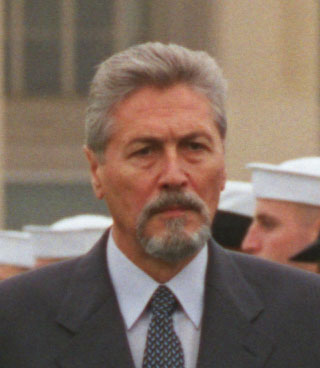
Emil Constantinescu, presidente della repubblica dal 29 novembre 1996 al 20 dicembre 2000

Constantinescu fu il primo dei concorrenti a presentare il proprio programma presidenziale, chiamato "Adesso per la Romania" (Acum pentru România), il 27 giugno, e a lanciare la propria candidatura, il 4 settembre, a Ruginoasa nel distretto di Iași. Motivando il largo anticipo dell'inizio della campagna presidenziale con la necessità di informare per tempo l'elettorato della propria offerta politica, Constantinescu promise la difesa del diritto alla proprietà, l'applicazione di una legislazione anticomunista e una politica basata sulla rettitudine morale e l'onestà. Tra le altre proposte del candidato alla presidenza spiccò quella del reclutamento di 15.000 specialisti cui affidare posizioni strategiche nel quadro dell'amministrazione dello stato.
Alle elezioni parlamentari la CDR riuscì nella storica impresa di superare il PDSR e diventare il primo partito del paese, ottenendo il 30% delle preferenze. Per la prima volta dopo 50 anni, quindi, un partito liberale tornò alla guida della Romania.

Al primo turno delle presidenziali Constantinescu finì al secondo posto, ma al ballottaggio sorpassò Iliescu di diversi punti percentuali. Il 7 novembre, tra primo e secondo turno, infatti, Constantinescu siglò un accordo con l'ex primo ministro Petre Roman (leader del Partito Democratico e della coalizione dell'Unione Social Democratica, USD), che gli garantì il sostegno del proprio partito in cambio di cinque ministeri in un eventuale nuovo governo di coalizione. La maggior parte dei partiti, ad eccezione di PDSR e PSM, al ballottaggio supportarono il candidato della CDR, che trionfò con il 54,41% dei voti. La vittoria della CDR fu descritta dalla stampa internazionale come il primo serio allontanamento del paese dall'ideologia comunista, e fu interpretata come volontà della Romania di ancorarsi ai valori occidentali. In seguito alla vittoria il neoeletto presidente della repubblica dichiarò:
(Emil Constantinescu, 18 novembre 1996)
Per avere la sicurezza di una maggioranza parlamentare stabile la CDR formò, quindi, un'alleanza con l'USD di Petre Roman. A questa si aggiunse l'Unione Democratica Magiara di Romania, che il 6 dicembre aderì volontariamente al patto per la governabilità e la solidarietà politica che, unendo CDR, USD e UDMR, riuscì ad assicurare ai contraenti il controllo del 60% dei posti in parlamento. A tal riguardo il deputato UDMR Zsolt Szilágyi commentò: «Noi ungheresi siamo molto orgogliosi di avere potuto contribuire alla democratizzazione dello stato. Gli ungheresi hanno votato contro il nazionalismo estremo e i nazional-comunisti al potere fino al 1996, e a favore della democrazia e delle riforme». Tramite l'accordo le tre nuove forze di governo si impegnavano a portare a termine le privatizzazioni, le riforme economiche e la costruzione di una Romania sul modello occidentale. La nuova alleanza di governo suddivise i posti di potere (ministeri, segreterie ministeriali, aziende di stato, prefetture, incarichi di nomina politica) in base ad un algoritmo che garantiva rappresentanza proporzionale a tutti i componenti. Nel quadro del governo Ciorbea l'USD ottenne cinque ministeri, mentre l'UDMR due.
Vista l'impossibilità di Constantinescu di rivestire contemporaneamente il ruolo istituzionale e quello di partito, la presidenza della CDR passò a Ion Diaconescu, presidente del PNȚCD.
| Partiti                                                     | Camera    | Senato   |
| ----------------------------------------------------------- | --------- | -------- |
| Partito Nazionale Contadino Cristiano Democratico (PNȚCD)   | 83 / 343  | 27 / 143 |
| Partito Nazionale Liberale (PNL)                            | 25 / 343  | 16 / 143 |
| Partito Nazionale Liberale-Convenzione Democratica (PNL-CD) | 5 / 343   | 5 / 143  |
| Partito Ecologista Romeno (PER)                             | 5 / 343   | 1 / 143  |
| Partito Alternativa di Romania (PAR)                        | 3 / 343   | 3 / 143  |
| Federazione Ecologista di Romania (FER)                     | 1 / 343   | 1 / 143  |
| Totale                                                      | 122 / 343 | 53 / 143 |

### Esperienza di governo e rottura della coalizione (1996-2000)

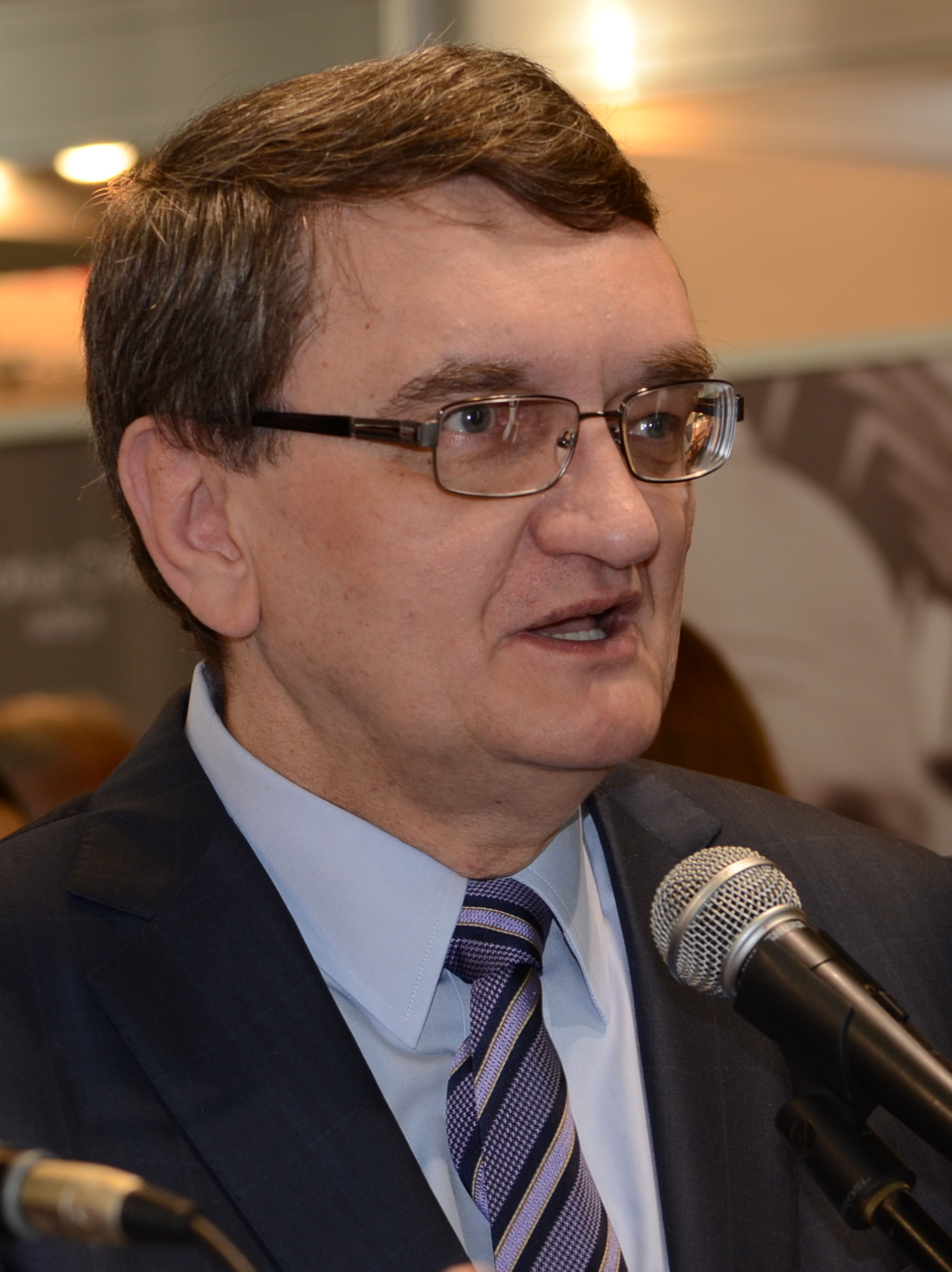
Victor Ciorbea, primo ministro dal 12 dicembre 1996 al 30 marzo 1998

Radu Vasile, primo ministro dal 17 aprile 1998 al 13 dicembre 1999

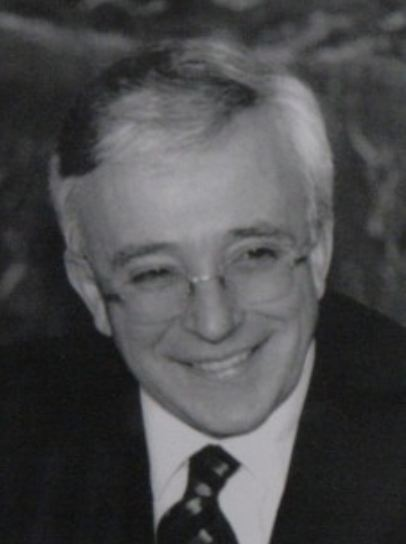
Mugur Isărescu, primo ministro dal 22 dicembre 1999 al 28 dicembre 2000

Nel febbraio 1997 il nuovo primo ministro Victor Ciorbea presentò un programma di governo imperniato sulla riduzione della spesa pubblica, sulla riforma del sistema bancario, sull'accelerazione del processo di privatizzazione delle industrie nei settori strategici. Su queste basi il Fondo monetario internazionale garantì un prestito di 414 milioni di dollari. Sull'entusiamo del recente successo del governo liberale, il presidente assunse il coordinamento del neonato Consiglio nazionale di azione contro la corruzione e il crimine organizzato. Sempre nei primi mesi di governo fu restituita la cittadinanza al monarca Michele I, esiliato nel 1947. Il 12 giugno fu adottata una legge che consentiva alla Chiesa greco-cattolica rumena di rientrare in possesso dei luoghi di culto interdetti dalle autorità comuniste.
La stabilità di governo, tuttavia, fu presto compromessa da debilitanti lotte interne alla coalizione. Le differenze e le ideologie di partito emersero con violenza già nell'estate 1997, quando Petre Roman (nominato presidente del senato) invocò una revisione del processo di riforma e diede il via ad un duro ostruzionismo nei confronti del premier Ciorbea. Contestualmente l'UDMR si concentrò sulla creazione di una legge che regolamentasse l'istruzione in lingua ungherese che, però, fu avversata pesantemente da una parte del PNL. La legislatura fu di fatto bloccata e rallentata da continui contrasti tra la CDR e l'USD, che rifiutò i termini di numerose leggi, tra le quali quella sulla privatizzazione delle aziende agricole statali e quella sulla restituzione delle proprietà private confiscate sotto la dittatura. Contestualmente il ritmo lento delle riforme fu fonte di perplessità da parte del Fondo monetario internazionale e della Banca mondiale, che facevano pressione sul governo affinché prendesse rapidamente delle misure. Sul piano internazionale, la NATO respinse la richiesta di associazione della Romania nel corso del summit di Madrid del luglio 1997, mentre accettò quelle di Polonia, Ungheria e Repubblica Ceca.
Nel novembre 1997 Ciorbea operò un rimpasto volto a migliorare l'azione di governo e, in dicembre, pose la fiducia su una legge in tema di privatizzazione. L'USD criticò tale azione, impegnandosi a votare il provvedimento solamente per senso di responsabilità, ma ritirando in febbraio l'appoggio al premier, come esito del violento scontro verbale tra Ciorbea e l'allora ministro dei trasporti Traian Băsescu. Venuta meno una maggioranza parlamentare, dopo mesi di agonia Ciorbea decise di presentare le proprie dimissioni il 30 marzo 1998.
Il suo successore Radu Vasile (PNȚCD) riuscì a recuperare il sostegno dell'USD, ma fece fronte alle stesse difficoltà e non ebbe pieno successo nel compimento del processo di democratizzazione, di lotta alla corruzione e di liberalizzazione, elementi che misero in allarme gli osservatori e le istituzioni internazionali. Il contesto politico-economico fu caratterizzato da privatizzazioni non riuscite o incomplete, dall'aumento del tasso di disoccupazione e dalla bancarotta di diversi istituti di credito. La legge sulla chiusura dei siti minerari improduttivi scatenò la reazione dei lavoratori del settore che, nel gennaio 1999, scatenarono una mineriada che mise in imbarazzo le forze dell'ordine e, dopo aver comportato le dimissioni del ministro degli interni Gavril Dejeu, si concluse con l'intervento diretto del premier nelle negoziazioni con il leader sindacale dei minatori, Miron Cozma. Sempre nel 1999 la decisione di appoggiare l'intervento della NATO nella guerra del Kosovo contro la Serbia di Slobodan Milošević fu malvista dall'opinione pubblica, poiché l'embargo contro il paese balcanico, in assenza di contropartite concrete, penalizzava gli stretti rapporti commerciali e diplomatici tra questo e la Romania. La dura crisi economica che colpì il paese nel 1999 diede il colpo di grazia al governo Vasile, che abbandonò l'incarico il 13 dicembre dopo un periodo di lunghe trattative con il presidente Constantinescu che ne chiedeva le dimissioni.
Il nuovo primo ministro fu Mugur Isărescu, economista, figura politicamente indipendente ed ex direttore della Banca Nazionale della Romania, traghettò il paese nell'ultimo anno di legislatura. Nel nuovo governo, Petre Roman assunse la conduzione del ministero degli esteri, mentre un indebolito PNȚCD perse forza nei sondaggi, come risultato del crollo della propria credibilità politica. Distrutta da conflitti interni, nel corso di quattro anni di governo la CDR si rivelò incapace di far fronte all'ammodernamento del paese e a ribaltare la pesante eredità politico-economica che il recente passato comunista aveva lasciato.
Mentre il PAR aveva abbandonato la coalizione il 27 ottobre 1998, il PNL annunciò che avrebbe concorso autonomamente alle elezioni amministrative dell'estate 2000, segnando il disfacimento della CDR. In occasione della relativa tornata elettorale ciò che rimaneva della CDR ottenne 2.767 posti di consigliere municipale, 156 di consigliere di distretto e 147 di sindaco, quinta forza del paese per numero di seggi.
Constantinescu non cercò una ricandidatura alla presidenza, ammettendo implicitamente la propria sconfitta a livello politico.

### La Convenzione Democratica Romena 2000
Il fallimento del progetto liberale nel corso della legislatura 1996-2000 favorì la rinascita del fronte di centro-sinistra del PDSR di Ion Iliescu e la crescita del gruppo ultranazionalista del Partito Grande Romania (PRM) di Corneliu Vadim Tudor, personaggio estremista, che incanalava il voto di protesta dell'elettorato.
Nonostante il declino del centro-destra liberale, il Partito Nazionale Contadino Cristiano Democratico (PNȚCD) cercò di riorganizzare la coalizione anche per le elezioni parlamentari del 2000 e, in mancanza di un proprio candidato credibile, supportò la candidatura presidenziale di Mugur Isărescu, che si presentava da indipendente.
Nell'agosto 2000 il PNȚCD coinvolse nell'alleanza, ridenominata Convenzione Democratica Romena 2000 (Convenția Democratică Română 2000, CDR 2000), varie forze minori: Federazione Ecolgista di Romania (FER), Unione delle Forze di Destra (UFD, ridenominazione del PAR dal 1999), Alleanza Nazionale Cristiano Democratica (Alianța Națională Creștin Democrată, ANCD) e Partito dei Moldavi di Romania (Partidul Moldovenilor din România, PMR).
La CDR 2000 si fermò al 5%, senza riuscire a superare la soglia di sbarramento elettorale prevista per le coalizioni e rimase senza rappresentanza parlamentare. Tale evento condusse allo scioglimento dell'alleanza e al regresso del PNȚCD, che divenne un partito marginale per la vita politica romena. Mentre alle presidenziali Isărescu arrivò quarto con il 9,5%, le elezioni segnarono il ritorno al potere di Iliescu e del suo partito.
| Partiti                                                   | Camera  | Senato  |
| --------------------------------------------------------- | ------- | ------- |
| Partito Nazionale Contadino Cristiano Democratico (PNȚCD) | 0 / 345 | 0 / 140 |
| Unione delle Forze di Destra (UFD)                        | 0 / 345 | 0 / 140 |
| Federazione Ecologista di Romania (FER)                   | 0 / 345 | 0 / 140 |
| Alleanza Nazionale Cristiano Democratica (ANCD)           | 0 / 345 | 0 / 140 |
| Partito dei Moldavi di Romania (PMR)                      | 0 / 345 | 0 / 140 |
| Totale                                                    | 0 / 345 | 0 / 140 |

## Ideologia e base elettorale

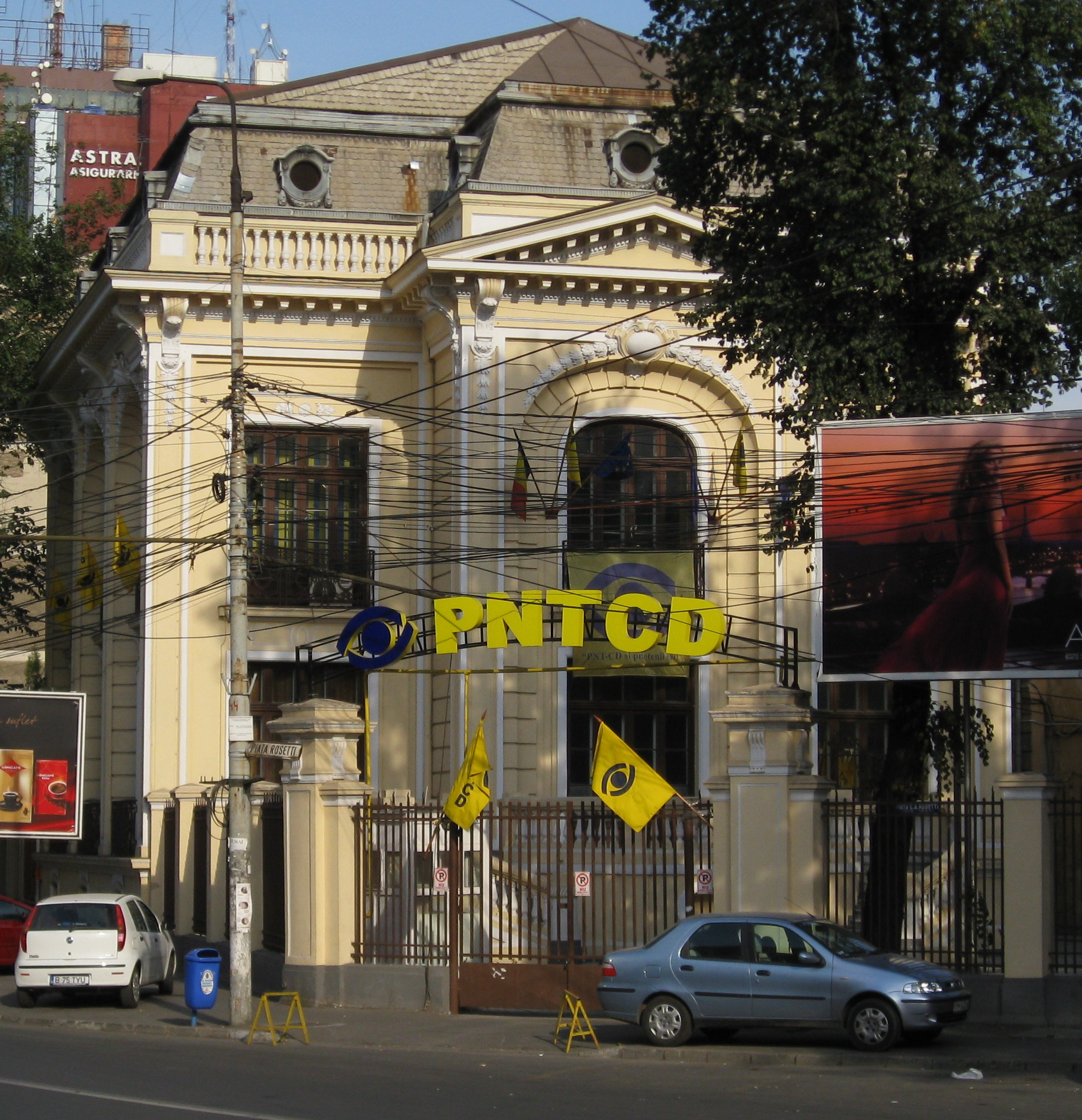
La sede del Partito Nazionale Contadino Cristiano Democratico in Bulevardul Carol I a Bucarest

La CDR nacque sulle istanze dell'opposizione anticomunista sorta intorno agli eventi immediatamente successivi alla rivoluzione romena del 1989. La scarsa organizzazione delle opposizioni all'indomani della rivoluzione, tuttavia, non permise la pronta creazione di un ampio partito di centro-destra liberale, elemento per il quale i partiti che nel 1991 avrebbero composto la CDR, alle elezioni parlamentari del 1990 ottennero percentuali risibili. L'opposizione al Fronte di Salvezza Nazionale (FSN), tuttavia, consentì la creazione di un blocco comune che si formò in funzione antigovernativa, a prescindere dalle singole ideologie di partito. La Convenzione Democratica Romena prometteva la rinascita del paese attraverso strumenti socioeconomici che erano stati impediti durante la dittatura e nei seguenti anni di governo del FSN/FDSN.
La polarizzazione di un centro-destra che professava i principi della democrazia e del liberalismo economico, che era riunito dall'opposizione ad Iliescu, rappresentante del passato comunista antiriformista, nel 1992 attrasse le simpatie di un'emergente classe lavoratrice urbana e dei professionisti, mentre le aree rurali furono dominio del FSN. In un primo momento anche la classe imprenditoriale rimase legata al partito di governo, che assicurava maggiori garanzie in un contesto in cui il settore privato era fortemente dipendente da quello pubblico.
La fine del dominio assoluto di un unico partito fu una svolta poiché, per la prima volta a distanza di 50 anni, la vita politica romena superò il sistema monopartitico, con l'emergere di una frattura sull'asse destra-sinistra. Nei propri documenti programmatici la CDR si impegnava ad una riforma delle istituzioni basata sullo stato di diritto, ad un'economia di libero mercato fondata su una politica di privatizzazioni su larga scala, ad un contratto sociale tra lavoratori e imprenditori, all'attrazione degli investimenti esteri e ad una maggiore responsabilità civile nei confronti di istituzioni tradizionali come la chiesa, l'esercito e la scuola. Adoperò, tuttavia, un linguaggio tecnico e non accessibile a tutti, che non raggiunse la maggior parte dell'elettorato, che nel 1992 preferì appoggiarsi nuovamente alle prospettive garantite dall'assistenzialismo statale ed elesse ancora Iliescu. Il centro-sinistra, di contro, fece pressione sui timori dell'elettorato, con dichiarazioni che presagivano scenari catastrofici in caso di vittoria della CDR (come la restaurazione della monarchia, la vendita della Romania agli stranieri, o la cessione della Transilvania all'Ungheria). La presenza nella coalizione dell'UDMR, partito che portava avanti rivendicazioni etniche a favore della minoranza ungherese, inoltre, secondo diversi osservatori fu fonte di preoccupazione per parte degli elettori, spaventati da un'eventuale ondata nazionalistica in senso antiromeno. Un ulteriore motivo a pesare sulla mancata vittoria del 1992 fu la mancanza di esperienza politica specifica in tema di corse elettorali.
Il calo di credibilità del PDSR e la stagnazione economica durante il governo Văcăroiu (1992-1996), tuttavia, favorirono il discorso politico della CDR, che fece leva sulle difficoltà strutturali del sistema economico, spesso appesantito da una dilagante corruzione, e che, basandosi su un timido programma di privatizzazione, non riusciva a garantire un netto miglioramento del tenore di vita degli abitanti.
Nel 1996 si verificò la prima alternanza al potere della Romania democratica. La base elettorale della coalizione, oltre a confermarsi nei grossi centri urbani e tra i professionisti, fu favorita anche da una certa classe imprenditoriale delusa da anni di immobilità. Il Contratto con la Romania promosso da Constantinescu attrasse numerosi elettori perché si prefiggeva una riforma radicale dell'amministrazione e dell'economia, basandosi sui valori del riscatto sociale e dell'onestà politica, che per anni erano stati ignorati.
L'alleanza di governo, però, fece emergere anche i grossi limiti della CDR. Come lamentato dalle organizzazioni minori facenti parte della coalizione, queste non avevano alcun potere decisionale, che era in mano ai leader del gruppo principale, il Partito Nazionale Contadino Cristiano Democratico (PNȚCD). Nel 1992, ad esempio, il 46% del totale dei candidati della CDR proveniva dal PNȚCD. Tale sbilanciamento spesso inasprì i rapporti tra i diversi membri. Il governo CDR, di fatto, fu inefficiente perché ogni partito rimase legato ai propri obiettivi specifici, piuttosto che mettere in pratica il programma di governo. Gli unici elementi che tenevano insieme i partiti della CDR furono, prima, la diffidenza contro Iliescu e, poi, la mutua interdipendenza per assicurarsi la possibilità di governare. La variegata coalizione che caratterizzò i tre esecutivi CDR includeva partiti dai diversi propositi e orientamenti, con profonde distanze ideologiche che mitigarono l'azione di governo. Oltre ai problemi interni della CDR, il governo affrontò quelli creati dagli alleati dell'USD, che si autodefiniva un partito socialdemocratico di centro-sinistra, e le rivendicazioni autonomistiche dell'UDMR.

## Presidenti
- Corneliu Coposu (1991–1992)
- Emil Constantinescu (1992–1996)
- Ion Diaconescu (1996–2000)

## Nelle istituzioni

### Presidenti della Repubblica
- Emil Constantinescu (1996–2000)

### Primi ministri
- Victor Ciorbea (1996–1998)
- Gavril Dejeu (ad interim, 1998)
- Radu Vasile (1998–1999)

### Presidenti del Senato
- Mircea Ionescu-Quintus (2000)

### Presidenti della Camera
- Ion Diaconescu (1996–2000)

### Governi
- Governo Ciorbea (1996–1998)
- Governo Vasile (1998–1999)
- Governo Isărescu (1999–2000)

### Collocazione parlamentare
- Opposizione (1991–1996)

Governo Stolojan, Governo Văcăroiu
- Maggioranza (1996–2000)

Governo Ciorbea, Governo Vasile, Governo Isărescu

## Risultati elettorali
| Elezione          | Elezione | Voti      | %     | Seggi     |
| ----------------- | -------- | --------- | ----- | --------- |
| Parlamentari 1992 | Camera   | 2.170.289 | 20,04 | 82 / 341  |
| Parlamentari 1992 | Senato   | 2.210.722 | 20,16 | 34 / 143  |
| Parlamentari 1996 | Camera   | 3.692.321 | 30,16 | 122 / 343 |
| Parlamentari 1996 | Senato   | 3.772.084 | 30,70 | 53 / 143  |
| Parlamentari 2000 | Camera   | 546.135   | 5,04  | 0 / 345   |
| Parlamentari 2000 | Senato   | 575.706   | 5,29  | 0 / 140   |

| Elezione           | Elezione | Candidato           | Voti      | %     | Esito                |
| ------------------ | -------- | ------------------- | --------- | ----- | -------------------- |
| Presidenziali 1992 | I turno  | Emil Constantinescu | 3.717.006 | 31,24 | ❌ Non eletta/o (2º) |
| Presidenziali 1992 | II turno | Emil Constantinescu | 4.641.207 | 38,47 | ❌ Non eletta/o (2º) |
| Presidenziali 1996 | I turno  | Emil Constantinescu | 3.569.941 | 28,22 | ✔️ Eletta/o          |
| Presidenziali 1996 | II turno | Emil Constantinescu | 7.057.906 | 54,41 | ✔️ Eletta/o          |
| Presidenziali 2000 | I turno  | Mugur Isărescu      | 1.069.463 | 9,54  | ❌ Non eletta/o (4º) |